# Aforia obesa
Aforia obesa is een slakkensoort uit de familie van de Cochlespiridae. De wetenschappelijke naam van de soort is voor het eerst geldig gepubliceerd in 2016 door Pastorino en Sánchez.